# Manuel Huerta (músico)
Manuel Alejandro Huerta Catalán (Buin, Chile, 29 de agosto de 1964) es un trovador chileno. Desarrolló su afición musical desde su época como estudiante secundario y la consolidó posteriormente en su paso por la Universidad Metropolitana de Ciencias de la Educación, donde egresó de Pedagogía en Música. Aquí conoció a otros importantes trovadores, como Tata Barahona, Alexis Venegas y Francisco Villa, con los que compartió salones de clases en plena dictadura.

## Discografía
- Azul azul - 1994
- Elegía - 2007
- La marraqueta - 2009
- En bicicleta - 2011
- Moción - 2013
- Volcán - 2016
- Aunque haya furia - 2017